# 長いお別れ (中島京子)
『長いお別れ』は、中島京子による小説、及びそれを原作とした日本映画（2019年公開）。
アルツハイマー型認知症を患った父が徐々に父でも夫でもなくなっていく家族の10年を追った連作短編集。フィクションではあるが、著者の中島京子自身が、2004年にアルツハイマー型の認知症と診断され2013年に亡くなった父、中島昭和を見送った経験がもとになっている。
第10回中央公論文芸賞、第5回日本医療小説大賞受賞。

## 書籍情報
- 単行本 - 文藝春秋 ISBN 978-4-16-390265-4（2015年5月30日）
- 文庫本 - 文藝春秋 ISBN 978-4-16-791029-7（2018年3月10日）

## 映画
2019年5月31日に公開。テレビ東京開局55周年記念作品。第11回TAMA映画賞で最優秀映画賞を受賞

### キャスト
- 東芙美：蒼井優
  - 東家の次女、独身。昇平の勧める教職ではなく、外食業に進んだことを申し訳なく思っていたが、しばらくして昇平に認められた。
  - 惣菜店で働きながらレシピを研究し2年後夢をかなえるべく青空食堂という名で移動屋台営業を始めたが、友人(磐田道彦)の母に誘われその友人の母が経営する食堂で働きはじめる。更に友人の母から友人との結婚を勧められその気になるが、友人の元妻と息子に会ったときの団欒な雰囲気を目の当たりにし自分の入り込む隙間がないことを痛感し食堂をやめて惣菜店に戻った。
  - 両親の近くに住んでいるため、昇平に何かあると呼び出されて困惑している。だが、曜子入院中は昇平の世話をしていた（デイケアセンターへの外泊や昇平本人の入院もあった）。
- 今村麻里：竹内結子
  - 東家の長女、新や崇とともにアメリカに住んでいる。昇平に何かあると、やはり招集されてしまう。
  - 両親の事はもちろんだが、芙美のことも心配していて「昇平をケアホームに住まわせること」も本気で考えるようになった。
  - 芙美とは実家近くのカフェでよく再会する。そのたびによくパフェを食べる。
  - 昇平たちとはテレビ電話でコミュニケーションをとる。最近は、崇の不登校問題で悩んでいる。
- 東曜子：松原智恵子
  - 芙美と麻里の母。認知症が進んでいる昇平のことを世話していて、何かと自分の事は二の次になってしまう。
  - 昇平が夢遊病みたいに徘徊することが多くなり、一人にできない。そのため、特に芙美にSOSをかける羽目になる。
  - 自分が目の病気で入院する事になり、「昇平が心配」と自分を犠牲にしようとするが、芙美に諭されて療養に専念する。
  - 昇平が一番で、また家族の行事を大事にしている。パーティーの度に三角錐ハットを用意する。
- 東昇平：山﨑努
  - 芙美と麻里の父。もともと、中学校の国語教師（のちに校長先生となる）であったことから、漢字は得意。
  - 認知症が進む前後からデイケアセンターへ通うようになった。
  - 認知症が進む以外は普通なので、よく芙美や崇に相談される。
  - 以前は芙美の試作品にケチをつける事もあった。
- 今村新：北村有起哉
  - 麻里の夫。海洋生物学者でアメリカに駐在。
  - 放任主義で冷静。
- 磐田道彦：中村倫也[6]
  - 芙美の友人。バツ1子持ちで、元嫁同伴で娘と会っている。
- 今村崇：杉田雷麟（少年期：蒲田優惟人）
  - 麻里の長男。祖父である昇平を「漢字マスター」と尊敬する。
  - 恋人・エリザベスに二股かけられたのが相当な精神的ダメージだったようで、それから不登校状態になっていた。
  - 昇平の認知症に気づくも、彼に対する畏敬の念はそのままでテレビ電話でもきちんと昇平と会釈している。
  - 彼の不登校に悩んだ学校教師から「なんでもいいから話してほしい」と言われたので、昇平の話をした。
- 小西未央 清水くるみ
  - 芙美のキッチンカーの店員
- 道彦の母親 倉野章子

+ 大畑雄吾 松澤匠
- - 芙美の元彼

### スタッフ
- 原作：中島京子：『長いお別れ』（文春文庫刊）
- 監督：中野量太
- 脚本：中野量太、大野敏哉
- 音楽：渡邊崇
- 主題歌：優河「めぐる」（Pヴァイン・レコード）
- エグゼクティブプロデューサー：豊島雅郎、福田一平
- プロデューサー：原尭志、井手陽子
- 共同プロデューサー：青村麻実
- アソシエイト・プロデューサー：小西順子
- ライン・プロデューサー：山本礼二
- 撮影：月永雄太
- 照明：谷本幸治
- 録音：矢野正人
- 美術：丸尾知行
- 装飾：吉村昌悟
- 衣裳：小林身和子
- ヘアメイク：橋本申二
- 編集：伊藤潤一
- 音響効果：伊藤瑞樹
- 音楽プロデューサー：水田大介
- キャスティング・プロデューサー：坪井あすみ
- 宣伝プロデューサー：佐藤みなみ
- 制作担当：道上巧矢
- 助監督：藤江儀全
- 助成：文化庁文化芸術振興費補助金（映画創造活動支援事業） 独立行政法人日本芸術文化振興会
- 制作プロダクション：ドラゴンフライエンタテインメント
- 配給・制作：アスミック・エース
- 企画：アスミック・エース、Hara Office
- 製作：『長いお別れ』製作委員会（アスミック・エース、テレビ東京、TCエンタテインメント、朝日新聞社、住友商事、TBSラジオ、テレビ大阪、日本経済新聞社、BSテレビ東京、文藝春秋）